# Société royale mathématique espagnole
Vous pouvez aider à l'améliorer ou bien discuter des problèmes sur sa page de discussion.
- Il ne cite pas suffisamment ses sources. Vous pouvez indiquer les passages à sourcer avec {{référence nécessaire}} ou {{Référence souhaitée}}, et inclure les références utiles en les liant aux notes de bas de page. (Marqué depuis avril 2022)
- La traduction doit être revue. Le contenu est difficilement compréhensible à cause d’erreurs de traduction, peut-être dues à l’utilisation d’un logiciel de traduction automatique. (Marqué depuis avril 2022)
- Il est à actualiser. Certains passages sont obsolètes ou annoncent des événements désormais passés. (Marqué depuis avril 2022)

- Archive Wikiwix
- Bing
- Cairn
- DuckDuckGo
- E. Universalis
- Gallica
- Google
- G. Books
- G. News
- G. Scholar
- Persée
- Qwant
- (zh) Baidu
- (ru) Yandex
- (wd) trouver des œuvres sur Wikidata

Pour les articles homonymes, voir Société royale.
La Société royale mathématique espagnole (en espagnol : Real Sociedad Matemática Española, RSME) est une association dont les objectifs, tels que définis dans ses statuts, sont « la promotion et divulgation de la science mathématique et ses applications et la promotion de sa recherche et de son enseignement à tous les niveaux éducatifs ».

## Histoire
La RSME a été fondée en 1911 par un groupe de mathématiciens, dont Luis Octavio de Toledo y Zulueta et Julio Rey Pastor, sous le nom de Sociedad Matemática Española (es). L'initiative a surgi lors du premier congrès de l'Association Espagnole pour le Progrès de la Science (AEPC), où s'est posée la question de constituer une société de mathématiques.
Tout au long de ses plus de 100 ans, la Société est passée par des périodes d'activité plus ou moins intense. Depuis 1996, elle se trouve dans une de ses périodes ses plus actives, en comptant en août 2005 quelque 1 700 partenaires, individuels et aussi institutionnels comme, par exemple, des facultés et des départements universitaires et instituts de Baccalauréat.
Elle a passé des conventions de réciprocité avec un grand nombre de sociétés mathématiques à travers le monde. C'est une des sociétés partie prenante du Comité Espagnol de Mathématiques et elle est membre institutionnel de la Société mathématique européenne (EMS) et de la Confédération de Sociétés Scientifiques Espagnoles (COSCE).

### Présidents
| Identité                                         | Période         | Période         | Durée                      |
| Identité                                         | Début           | Fin             | Durée                      |
| ------------------------------------------------ | --------------- | --------------- | -------------------------- |
| José de Echegaray (1832 - 1916)                  | 1911            | 1916            | 5 ans                      |
| Zoel García de Galdeano (1846 - 1924)            | 1916            | 1920            | 4 ans                      |
| Leonardo Torres Quevedo (1852 - 1936)            | 1920            | 1924            | 4 ans                      |
| Luis Octavio de Toledo y Zulueta (1857 - 1934)   | 1924            | 1934            | 10 ans                     |
| Julio Rey Pastor (1888 - 1962)                   | 1934            | 1934            | moins d’un an              |
| Juan López Soler (d) (1871 - 1954)               | 1935            | 1936            | 1 an                       |
| José Barinaga (1890 - 1965)                      | 1937            | 1939            | 2 ans                      |
| Juan López Soler (d) (1871 - 1954)               | 1939            | 1954            | 15 ans                     |
| Julio Rey Pastor (1888 - 1962)                   | 1955            | 1961            | 6 ans                      |
| Albert Dou (en) (1915 - 2009)                    | 1961            | 1963            | 2 ans                      |
| Francisco Botella Raduán (d) (1915 - 1987)       | 1963            | 1970            | 7 ans                      |
| Enrique Linés Escardó (d) (1914 - 1988)          | 1970            | 1976            | 6 ans                      |
| José Javier Etayo Miqueo (d) (1926 - 2012)       | 1976            | 1982            | 6 ans                      |
| Pedro Luis García Pérez (en) (1938 - 2025)       | 1982            | 1988            | 6 ans                      |
| José Manuel Aroca Hernández-Ros (d) (né en 1945) | 1988            | 1996            | 8 ans                      |
| Antonio Martínez Naveira (d) (né en 1940)        | 1996            | 2000            | 4 ans                      |
| Carlos Andradas (d) (né en 1956)                 | 2000            | 2006            | 6 ans                      |
| Olga Gil Medrano (née en 1956)                   | 2006            | 2009            | 3 ans                      |
| Antonio Campillo López (d) (né en 1953)          | 2009            | 2015            | 6 ans                      |
| Francisco Marcellán (d) (né au XXe siècle)       | 2015            | 4 février 2022  | 7 ans                      |
| Eva Gallardo (en) (née en 1973)                  | 4 février 2022  | 22 janvier 2025 | 2 ans, 11 mois et 18 jours |
| Victoria Otero (en) (née en 1962)                | 23 janvier 2025 |                 |                            |

## Partenariats
La RSME collabore activement avec les autres sociétés scientifiques d'Espagne à l'occasion de manifestations comme la célébration en 2000 de l'Année Mondiale des Mathématiques, la préparation de la candidature espagnole puis l'organisation du Congrès international des mathématiciens (ICM) qui s'est déroulé en août 2006 à Madrid ainsi que les travaux de la commission du Sénat sur l'enseignement des sciences dans l'éducation secondaire (courant 2003-04).
La RSME produit, à travers ses diverses commissions, des rapports sur des thèmes tels comme la situation de la recherche mathématique en Espagne, les problèmes de l'enseignement des mathématiques au niveau baccalauréat, la situation des mathématiques en relation avec l'espace européen d'éducation supérieure, les débouchés professionnels et la participation des femmes dans la recherche mathématique.
En plus, elle est impliquée dans des projets de coopération internationale : numérisation de la littérature mathématique, soutien aux mathématiques en Amérique latine, entre autres. La société a organisé la première Rencontre des sociétés latino-américaines de mathématiques qui a eu lieu en septembre 2003 à Saint-Jacques-de-Compostelle, dont un des résultats a été la création du Réseau d'organisations latino-américaines de mathématiques.

## Activités
Parmi les activités régulières de la RSME :
Elle organise chaque année, depuis 1964, l'Olympiade Mathématique Espagnole, une compétition dans laquelle sont sélectionnés et préparés les étudiants de baccalauréat qui forment l'équipe espagnole qu'il participe aux Olympiades internationales de mathématiques. En 2004 à Castellón de la Plana, est organisée la phase finale de l'Olympiade Mathématique Ibéroaméricaine, et en 2008 s'est déroulée à Madrid la phase finale des Olympiades internationales de mathématiques.
Un congrès est organisé tous les deux ans. Le programme propose des conférences plénières destinées à un large public ainsi que des séances spéciales plus spécialisées sur des thèmes concrets de la recherche dans les divers champs des mathématiques et ses applications, y compris l'histoire et la didactique des mathématiques. En juin 2003 a eu lieu à Séville le premier congrès conjoint avec l'American Mathematical Society, en février 2005 s'est déroulé à Valence le premier congrès conjoint organisée collaboration avec la Société espagnole de mathématiques appliquées, la Sociedad de Estadística e Investigación Operativa (es) (Société de Statistique et Recherche Opérationnelle) et la Société catalane de mathématiques. En 2007 a lieu à Saragosse le premier congrès conjoint avec la Société mathématique de France, en 2009 a eu lieu à Oaxaca la première rencontre conjointe avec la Société Mathématique Mexicaine, qui se déroule tous les deux ans depuis lors, et en 2011 a lieu à Ávila le congrès commémoratif du centenaire de la RSME.
Elle décerne un Prix pour des jeunes chercheurs en mathématiques : le prix Rubio de Francia, dont la première édition a eu lieu en 2004 et il est attribué annuellement ; le Prix de recherche mathématique Vicent Caselles ; la médaille de la Société royale mathématique espagnole depuis 2015.
Des Journées Scientifiques sont organisées deux ou trois fois par an sur des thèmes de recherche spécifiques sur un à deux jours au sein de diverses universités, par exemple à Saragosse, Salamanque, la Cantabrie, Barcelone, Séville, Elche, Alicante, Université polytechnique de Catalogne et La Rioja.
L'École d'été de recherche mathématique "Lluís Santaló" se déroule dans l'Université Internationale Menéndez Pelayo depuis 2002. L'École d'Éducation Mathématique "Miguel de Guzmán" est célébrée pour la première fois en 2005 à La Corogne.
Sa page web Divulgamat  est un centre virtuel de divulgation des Mathématiques.

## Publications
- Publications périodiques : les partenaires reçoivent trimestriellement La Gaceta de la RSME[4] qui est publiée depuis 1998, une revue au contenu mathématique varié. De plus, chaque semaine un Bulletin[5] électronique est envoyé et d'avril 2005 jusqu'à octobre 2007 la société a publié la revue électronique Matematicalia[6], orientée vers la divulgation mathématique.

- des éditions fac-similé des œuvres Introductio in Analisin infinitorum, de Leonhard Euler, et De Analysi per Aequationes Numero Terminorum Infinies, d'Isaac Newton, toutes les deux avec traduction commentée en castillan.

- la série "Publicaciones de la Real Sociedad Matemática Española"[7] consiste en des comptes-rendus de congrès qu'organise la RSME.

- La RSME publie des collections de livres, textes scientifiques et de divulgation, en collaboration avec des maisons d'édition et des sociétés scientifiques, et une revue de recherche, la Revista Matemática Iberoamericana.